# حمامة تروكاز
حمامة تروكاز ( كولومبا تروكاز ) هي نوع من انواع الطيور في عائلة كولومبيداي ومستوطنة في جزيرة ماديرا . وهو طائر رمادي ذو حلق وردي، ويوجد علامة فضية على مؤخرة العنق، ويمكن تمييزه عن حمامة الخشبمن خلال عدم وجود علامات بيضاء على جناحيه. على الرغم من مظهره الضخم وذيله الطويل، إلا أنه يتمتع برحلة سريعة ومباشرة.

### روابط خارجية
- (fr) Référence Oiseaux.net : Columba trocaz (+ répartition) (consulté le 16 février 2013)
- "Columba trocaz". أفيباس [الإنجليزية]‏.{{استشهاد ويب}}:  صيانة الاستشهاد: علامات ترقيم زائدة (link)
- Error: IUCN
- (fr) Référence CITES : taxon Columba trocaz (sur le site du ministère français de l'Écologie) (consulté le 30 mai 2015)